# Alexander Schmuller
Alexander Schmuller (Mazir, Belarús, 3 de desembre de 1880 - Amsterdam, Països Baixos, 1933) fou un violinista i director d'orquestra neerlandès d'origen belarús.
D'ascendència jueva, va estudiar amb Ševčík a Kíev i Praga entre 1889 i 1900; des de 1900 fins a 1904 va ser alumne de Hrimalý a Moscou, i des de 1904 fins a 1908 Auer a Sant Petersburg. Com a violinista excepcional va entrar en contacte amb compositors com Rimsky-Korsakov i Glazunov.
El 1914 fou nomenat professor de violí del Conservatori d'Amsterdam. Actuant sol o amb Max Reger va recórrer amb gran aplaudiment dels públics dels principals centres filharmònics d'Europa. La seva puresa d'estil i la solidesa de la seva tècnica van merèixer els més càlids elogis de la crítica musical alemanya i francesa.